# Silvestre Igoa Garciandía
Silvestre Igoa Garciandía (Sant Sebastià, 5 de setembre de 1920 - Sant Sebastià, 31 de maig de 1969) fou un futbolista basc de les dècades de 1940 i 1950.
Format a l'Añorga KKE, destacà professionalment al València CF de 1941 a 1950 i a la Reial Societat de 1950 a 1956. Disputà el Mundial de 1950 i hi marcà dos gols.

## Palmarès
València CF
- Lliga espanyola: 1941-42, 1943-44, 1946-47
- Copa del Rei: 1948-49
- Copa Eva Duarte: 1949